# Пам'ятки архітектури Лебединського району
У Лебединському районі Сумської області на обліку перебуває 15 пам'яток архітектури.
| №  | Назва                                                             | Дата спорудження                            | Місце                |
| -- | ----------------------------------------------------------------- | ------------------------------------------- | -------------------- |
| 1  | Свято-Димитріївська церква                                        | 1888                                        | с. Бишкінь           |
| 2  | Миколаївська церква                                               | 1730                                        | с. Боброве           |
| 3  | Троїцька церква з дзвіницею                                       | 1778-1840                                   | с. Василівка.        |
| 4  | Параскеви св. церква                                              | 1898                                        | с. Великий Вистороп. |
| 5  | Ансамбль Спасо-Преображенської церкви з дзвіницею                 | 1896                                        | с. Ворожба.          |
| 6  | Покровська церква                                                 | 1874 – 1882                                 | с. Кам’яне           |
| 7  | Михайлівська церква                                               | 20 ст.                                      | с. Курган.           |
| 8  | Комплекс садиби Хрущових (Будинок, в якому мешкав Шевченко Т. Г.) | 1859, 1880-1893, дошка 1962 (архіт., іст.). | с. Лифине, центр.    |
| 9  | Будинок управителя цукрозаводу                                    | 19 ст.                                      | с. Малий Вистороп.   |
| 10 | Михайлівська церква                                               | 1913                                        | с. Малий Вистороп.   |
| 11 | Успенський собор                                                  | 1759-1775                                   | с. Межиріч.          |
| 12 | Садиба Капністів                                                  | 1810-1910                                   | с. Михайлівка.       |
| 13 | Успенська церква                                                  | 1882                                        | с. Пристайлове       |
| 14 | Іоанно-Предтеченська церква                                       | 1886                                        | с. Рябушки           |
| 15 | Миколаївська церква                                               | 1895                                        | с. Червлене          |
|    |                                                                   |                                             |                      |